# 귀인 한씨
귀인 한씨(貴人 韓氏, 1500년 ~ 1575년 음력 3월)는 조선 중종의 후궁이다.

## 생애

### 가계
1500년(연산군 6년)에 태어났다. 본관은 청주로, 아버지는 정국 공신에 봉해진 서원군 한순이다. 어머니는 여산군수를 지낸 이등전의 딸이며, 한순에게는 첩이다. 한편 한씨의 할아버지는 청천부원군 한백륜으로, 예종의 계비 안순왕후는 한씨의 고모가 된다.

### 후궁 시절
한씨의 기록은 인종 때 지은 중종의 지문 등에는 나타나지 않고, 조선 중기 최립이 지은 시문집 《간이집]》 권2에 남아있는 귀인 한씨의 묘지명에 한씨의 일생에 대한 기록이 남아 있다.
한씨의 묘지명에 따르면 1514년(중종 9년)에 안순왕후를 모시기 위해 안순왕후의 서조카인 한씨가 궁에 들어가 안순왕후를 모셨다고 한다. 그러나 안순왕후는 1498년(연산군 4년)에 사망했기 때문에, 묘지명의 이 기록은 맞지가 않다. 따라서 한씨의 입궁 경위에 대한 정확한 사실 관계는 알 수 없다.
이후 1518년(중종 13년) 후궁으로 들어갔으며, 1520년(중종 15년) 정7품 전빈에, 1529년(중종 24년) 정5품 상궁에 올랐다. 이어 1532년(중종 27년) 종4품 숙원에, 1540년(중종 35년) 종3품 숙용에 올랐다. 1544년(중종 39년) 중종이 승하한 후에는 3년상을 치르고 관례에 따라 출궁하여 살고자 하였으나, 문정왕후의 배려로 궁 안과 밖을 오가며 지냈다. 그러나 이후 병에 걸렸다는 이유로 스스로 영추문 밖 사저로 나와서 지냈다. 한씨는 문정왕후가 중전일 때 친잠례를 익히는데 옆에서 많은 도움을 주었다고 한다.
1551년(명종 6년) 종2품 숙의로 진봉되고, 1571년(선조 4년) 정2품 소의에, 1572년(선조 5년) 종1품 귀인에 올랐다. 문정왕후가 승하한 뒤에는 궁중의 의례에 대해 잘 아는 사람이 없어, 항상 한씨에게 물었다고 한다.

### 사망과 후손
한씨는 1573년(선조 6년) 겨울 무렵에 병에 걸려 선조가 약을 하사하여 치료케 하였으나 별다른 효험을 보지 못 하였다. 한편 1575년(선조 8년) 음력 1월 2일 명종비 인순왕후가 승하하였는데, 한씨는 이 소식을 듣고 더욱 병세가 깊어졌다. 결국 한씨도 이 해 음력 3월 무신일에 향년 76세를 일기로 사망하였다.
한씨는 1528년(중종 23년)에 아들을 하나 낳았으나, 아들은 1년을 채 넘기지 못하고 요절하였다. 한편 해안군의 부인 신씨가 한씨의 외조카였는데, 이 인연으로 한씨는 해안군의 딸을 친자식처럼 여기며 보살폈다고 한다. 말년에는 종실 의천군 이인에게 후사를 의탁했는데, 이는 의천군의 어머니 한씨가 귀인 한씨의 자매였기 때문이다.

## 가족 관계
- 아버지 : 한순(韓恂, 1453~1541)
- 어머니 : 이등전의 딸(한순의 첩)
- 시아버지 : 제9대 성종(成宗, 1457~1494, 재위:1469~1494)
- 시어머니 : 정현왕후(貞顯王后, 1462~1530)
  - 남편 : 제11대 중종(中宗, 1488~1544, 재위:1506~1544)
    - 아들 : 요절(1528)